# Medaile za záchranu na moři
Medaile za záchranu na moři (norsky Medaljen for redningsdåd til sjøs) je norské státní vyznamenání založené roku 1978.

## Historie a pravidla udílení
Medaile byla založena dne 25. srpna 1978. Medaile se udílí jednotlivcům, kteří prokázali odvahu, vynalézavost a dovednost v oblasti záchrany lidských životů na moři nebo za jiné podobné činy v souvislosti s nehodami na moři, pády přes palubu atd. Pravidla pro udělení tohoto ocenění nepožadují, aby záchranná operace musela být provedena s ohrožením vlastního života. Udílí jej ministerstvo obchodu a průmyslu, které je zodpovědné i za lodní dopravu.

## Popis medaile
Medaile kulatého tvaru o průměru 32 mm je vyrobena ze stříbra. Na přední straně je státní znak Norska obklopený nápisem KONGERIKET NORGE. Na zadní straně je nápis FOR REDNINGSDÅD TIL SJØS (za záchranu na moři) obklopený dubovým věncem.
Stuha je červená s širokým pruhem bílé barvy uprostřed, kterým prochází tmavě modrý proužek. Barvami tak odpovídá norské vlajce.